# Vitkindad spanier

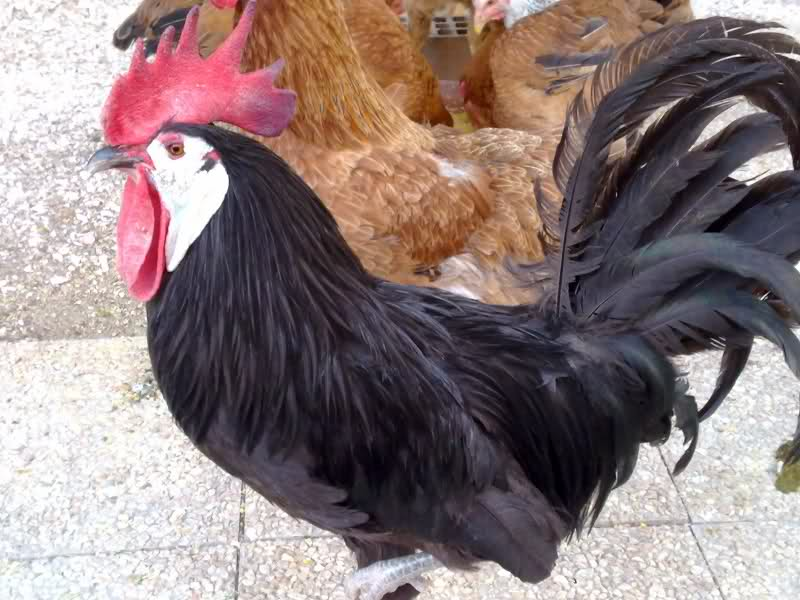
Vitkindad spanier

Vitkindad spanier (eller spanier vitkindad) är en lätt hönsras med ursprung i Spanien men som framavlats i Storbritannien. Rasen är besläktad med minorka och andalusier. Ursprungligen var det en kombinationsras med bra köttproduktion och god värpförmåga, även om avelsarbetet på senare år fokuserats på dess utseende. 
Rasen kännetecknas av sin stolta hållning, svarta till något grönsvarta fjäderdräkt och iögonfallande vita kinder, röd kam och haklappar. En höna väger 2-2,5 kilogram och en tupp väger 2,5-3 kilogram. Äggen är vita och äggvikten är cirka 55 gram. Hönorna värper bra, men har dålig ruvlust.
Rasens karaktär anses som aktiv och temperamentsfull.

## Färger
- Svart